# INS Vela (S40)
Pour les autres navires du même nom, voir INS Vela.
L'INS Vela (pennant number S40) est le navire de tête de la classe Vela de la marine indienne, une classe de quatre sous-marins diesel-électriques. Il a été mis en service le 31 août 1973 à Riga, en RSS de Lettonie. Avec son sister-ship INS Vagli (S42), il a passé près de 10 ans à subir un long carénage par Hindustan Shipyard. Après 37 ans de service, le sous-marin a été mis hors service le 25 juin 2010. Le sous-marin a été revendiqué par le Commandement naval de l’Est comme le plus ancien sous-marin opérationnel au monde au moment de son désarmement,,,. 
Vela est le nom d’un poisson indien de l’espèce de raie pastenague connue pour son agressivité et son pouvoir offensif, et sa capacité à se camoufler contre les prédateurs.